# Puchar Świata w skeletonie 1996/1997
Sezon 1996/1997 Pucharu Świata w skeletonie – 11. sezon Pucharu Świata w skeletonie. Rozpoczął się 15 grudnia 1996 roku w Königssee, w Niemczech. Ostatnie zawody z tego cyklu zostały rozegrane 25 stycznia 1997 roku w Winterbergu. Rozegranych zostało 8 konkursów: po 4 kobiet i mężczyzn. Był to pierwszy sezon pucharu świata, w którym wystąpiły panie.
Wśród kobiet pop raz pierwszy najlepsza była Niemka - Steffi Hanzlik, zaś wśród mężczyzn zwyciężył Kanadyjczyk Ryan Davenport.

## Kalendarz Pucharu Świata
| Lp.                                   | Data             | Miejscowość | Konkurencja | 1. miejsce     | 2. miejsce            | 3. miejsce            |
| ------------------------------------- | ---------------- | ----------- | ----------- | -------------- | --------------------- | --------------------- |
| 1.                                    | 12 grudnia 1996  | Königssee   | Mężczyźni   | Alex Müller    | Franz Plangger        | Ryan Davenport        |
| 1.                                    | 12 grudnia 1996  | Königssee   | Kobiety     | Steffi Hanzlik | Mellisa Hollingsworth | Michelle Kelly        |
| 2.                                    | 21 grudnia 1996  | Igls        | Mężczyźni   | Alex Müller    | Christian Auer        | Franz Plangger        |
| 2.                                    | 21 grudnia 1996  | Igls        | Kobiety     | Steffi Hanzlik | Michelle Kelly        | Mellisa Hollingsworth |
| 3.                                    | 19 stycznia 1997 | La Plagne   | Mężczyźni   | Ryan Davenport | Michael Grünberger    | Willi Schneider       |
| 3.                                    | 19 stycznia 1997 | La Plagne   | Kobiety     | Steffi Hanzlik | Michelle Kelly        | Susan Speiran         |
| 4.                                    | 25 stycznia 1997 | Winterberg  | Mężczyźni   | Ryan Davenport | Willi Schneider       | Alex Müller           |
| 4.                                    | 25 stycznia 1997 | Winterberg  | Kobiety     | Michelle Kelly | Susan Speiran         | Steffi Hanzlik        |
| Mistrzostwa Świata 1997 – Lake Placid |                  |             |             |                |                       |                       |

## Klasyfikacja

### Kobiety
| lp. | zawodnik              | kraj            | punkty |
| --- | --------------------- | --------------- | ------ |
| 1.  | Steffi Hanzlik        | Niemcy          | 75     |
| 2.  | Michelle Kelly        | Kanada          | 69     |
| 3.  | Maya Bieri            | Szwajcaria      | 50     |
| 4.  | Caroline Burdet       | Liechtenstein   | 36     |
| 5.  | Ursi Walliser         | Szwajcaria      | 34     |
| 6.  | Susan Speiran         | Kanada          | 32     |
| 7.  | Mellisa Hollingsworth | Kanada          | 32     |
| 8.  | Astrid Ebner          | Austria         | 24     |
| 9.  | Ramona Rahnis         | Niemcy          | 24     |
| 10. | Sarah Smith           | Wielka Brytania | 24     |

### Klasyfikacja końcowa Pucharu Narodów w skeletonie
| Poz. | Państwo           | Pkt |
| ---- | ----------------- | --- |
| 1.   | Kanada            | 133 |
| 2.   | Niemcy            | 99  |
| 3.   | Szwajcaria        | 84  |
| 4.   | Wielka Brytania   | 41  |
| 5.   | Liechtenstein     | 36  |
| 6.   | Japonia           | 31  |
| 7.   | Stany Zjednoczone | 30  |
| 8.   | Austria           | 24  |
| 9.   | Hiszpania         | 12  |
| 10.  | Australia         | 11  |

### Mężczyźni
| lp. | zawodnik           | kraj              | punkty |
| --- | ------------------ | ----------------- | ------ |
| 1.  | Alex Müller        | Austria           | 169    |
| 2.  | Ryan Davenport     | Kanada            | 166    |
| 3.  | Willi Schneider    | Niemcy            | 160    |
| 4.  | Franz Plangger     | Austria           | 158    |
| 5.  | Kazuhiro Koshi     | Japonia           | 144    |
| 6.  | Mario Guggenberger | Austria           | 139    |
| 7.  | Felix Poletti      | Szwajcaria        | 138    |
| 8.  | Urs Vescoli        | Szwajcaria        | 130    |
| 9.  | Andy Böhme         | Niemcy            | 130    |
| 10. | Chris Soule        | Stany Zjednoczone | 129    |

### Klasyfikacja końcowa Pucharu Narodów w skeletonie
| Poz. | Państwo           | Pkt |
| ---- | ----------------- | --- |
| 1.   | Austria           | 333 |
| 2.   | Niemcy            | 290 |
| 3.   | Kanada            | 274 |
| 4.   | Szwajcaria        | 268 |
| 5.   | Wielka Brytania   | 200 |
| 6.   | Włochy            | 185 |
| 7.   | Stany Zjednoczone | 178 |
| 8.   | Japonia           | 150 |
| 9.   | Czechy            | 141 |
| 10.  | Francja           | 130 |